# Heiligsprechungen während des Pontifikats Johannes Pauls II.
Zusammenfassende Übersicht über die Heiligsprechungen während des Pontifikats von Papst Johannes Paul II.

## 1982
- 20. Juni 1982
  - Crispinus von Viterbo
- 10. Oktober 1982
  - Maximilian Maria Kolbe

- 31. Oktober 1982
  - Margareta Bourgeoys
  - Jeanne Delanoue

## 1983
- 16. Oktober 1983
  - Leopold Mandić

## 1984
- 11. März 1984
  - Paula Frassinetti

- 6. Mai 1984 in Seoul, Korea
  - Märtyrer von Korea
    - Andreas Kim Taegon
    - Paul Chong Hasang
    - Laurent-Marie-Joseph Imbert
    - Jacques Honoré Chastan
    - Pierre Philibert Maubant
    - Andreas Chŏng Hwa-gyŏng
    - Augustin Pak Chong-wŏn
    - Augustin Yi Kwang-hŏn
    - Damian Nam Myŏng-hyŏg
    - Franz Ch'oe Kyŏng-hwan
    - Johannes Chrzciciel Yi Kwang-nyŏl
    - Paul Chŏng Ha-sang
    - Paul Hong Yŏng-ju
    - Peter Ch'oe Ch'ang-hŭb
    - Peter Hong Pyŏng-ju
    - Peter Nam Kyŏng-mun
    - Peter Yi Ho-yŏng
    - Sebastian Nam I-gwan
    - Stefan Min Kŭk-ka
    - Lorenz Han I-hyŏng
    - Agathe Chŏn Kyŏng-hyŏb
    - Agathe Kim A-gi
    - Agathe Kwŏn Chin-i
    - Agatha Yi
    - Agathe Yi Kan-nan
    - Agathe Yi Kyŏng-i
    - Agathe Yi So-sa
    - Agnes Kim Hyo-ju
    - Alexis U Se-yŏng
    - Anna Kim Chang-gŭm
    - Anna Pak A-gi
    - Anton Kim Sŏng-u
    - Augustin Yu Chin-gil
    - Barbara Cho Chŭng-i
    - Barbara Ch'oe Yŏng-i
    - Barbara Han A-gi
    - Barbara Kim
    - Barbara Ko Sun-i
    - Barbara Kwŏn Hŭi
    - Barbara Yi
    - Barbara Yi Chŏng-hŭi
    - Benedikta Hyŏng Kyŏng-nyŏn
    - Cecilia Yu So-sa
    - Elisabeth Chŏng Chŏng-hye
    - Ignatius Kim Che-jun
    - Johannes Pak Hu-jae
    - Johannes Yi Mun-u
    - Josef Chang Sŏng-jib
    - Josef Im Ch'i-p'ek
    - Julia Kim
    - Karl Cho Shin-ch'ŏl
    - Karl Hyŏn Sŏng-mun
    - Katharina Chŏng Ch'ŏr-yŏm
    - Katharina Yi
    - Kolumba Kim Hyo-im
    - Lucia Kim
    - Lucia Kim Nusia
    - Lucia Pak Hŭi-sun
    - Magdalena Cho
    - Magdalena Han Yŏng-i
    - Magdalena Hŏ Kye-im
    - Magdalena Kim Ŏb-i
    - Magdalena Pak Pong-son
    - Magdalena Son Sŏ-byok
    - Magdalena Yi Yŏng-dŏk
    - Magdalena Yi Yŏng-hŭi
    - Maria Pak K'ŭn-agi
    - Maria Wŏn Kwi-im
    - Maria Yi In-dŏk
    - Maria Yi Yŏn-hŭi
    - Marta Kim Sŏng-im
    - Paul Hŏ Hyŏb
    - Perpetua Hong Kŭm-ju
    - Peter Kwŏn Tŭg-in
    - Peter Yu Tae-ch'ŏl
    - Protasius Chŏng Kuk-bo
    - Rosa Kim No-sa
    - Therese Kim
    - Therese Kim Im-i
    - Therese Yi Mae-im
    - Susanne U Sur-im
    - Siméon-François Berneux
    - Antoine Daveluy
    - Pierre Aumaître
    - Bernard Louis Beaulieu
    - Just de Bretenières
    - Henri Dorie
    - Martin Luc Huin
    - Josef Chang Chu-gi
    - Johann Baptist Chŏn Chang-un
    - Johannes Yi Yun-il
    - Josef Han Wŏn-sŏ
    - Markus Chŏng Ŭi-bae
    - Peter Ch'oe Hyŏng
    - Peter Son Sŏn-ji
    - Peter Yu Chŏng-nyul
    - Alexander U Se-yŏng
    - Bartholomäus Chŏng Mun-ho
    - Johann Baptist Nam Chong-sam
    - Josef Cho Yun-ho
    - Lukas Hwang Sŏk-tu
    - Peter Cho Hwa-sŏ
    - Peter Chŏng Wŏn-ji
    - Peter Yi Myŏng-sŏ
    - Thomas Son Chasuhn

- 21. Oktober 1984
  - Miguel Febres Cordero

## 1986
- 13. April 1986
  - Franziskus Antonius Fasani

- 12. Oktober 1986
  - Giuseppe Maria Tomasi

## 1987
- 18. Oktober 1987 in Manila, Philippinen
  - Märtyrer von Japan
    - Laurentius Ruiz
    - Domingo Ibáñez de Erquicia
    - Jacobo Kyushei Tomonaga
    - Francisco Shoyemon
    - Miguel Kurobioye
    - Lucas de Espiritu Santo
    - Mateo Kohioye del Rosario
    - Magdalena von Nagasaki
    - Marina von Omura
    - Jordanien de San Esteban
    - Tomas Hioji Rokuzayemon Nishi de San Jacinto
    - Antonio Gonzalez
    - Guillermo Courtet
    - Miguel de Aozaraza
    - Lazaro von Kyoto

- 25. Oktober 1987
  - Giuseppe Moscati

## 1988
- 16. Mai 1988
  - Märtyrer von Paraguay:
    - Roque González de Santa Cruz
    - Alphonsus Rodriguez
    - Juan de Castillo

- 11. Juni 1988
  - Eustochia Smeralda Calafato

- 19. Juni 1988
  - 116 vietnamesische Märtyrer
    - Andreas Dung-Lac
    - Ignacio Delgado
    - Francesco Gil de Federich de Sans
    - José Fernández de Ventosa
    - Domingo Henares de Zafra Cubero
    - Jerónimo Hermosilla
    - Pierre Dumoulin-Borie
    - Augustin Schoeffler
    - Joseph Marchand
    - François Jaccard
    - François-Isidore Gagelin
    - Bernard Võ Văn Duệ
    - Emanuel Nguyễn Văn Triệu
    - Philipp Phan Văn Minh
    - Jakob Đỗ Mai Năm
    - Johannes Đạt
    - Josef Đặng Đình Viên
    - Josef Nguyễn Đình Nghi
    - Lukas Vũ Bá Loan
    - Martin Tạ Đức Thịnh
    - Paul Nguyễn Ngân
    - Paul Phạm Khắc Khoan
    - Peter Lê Tuỳ
    - Peter Nguyễn Bá Tuần
    - Peter Trương Văn Thi
    - Peter Vũ Đăng Khoa
    - Vincent Nguyễn Thế Điểm
    - Dominik Nguyễn Văn Hạnh
    - Dominik Nguyễn Văn Xuyên
    - Dominik Trạch
    - Dominik Vũ Đình Tước
    - Josef Đỗ Quang Hiển
    - Peter Nguyễn Văn Tự
    - Thomas Đinh Viết Dụ
    - Vincent Đỗ Yến
    - Dominik Bùi Văn Úy
    - Franz Đỗ Văn Chiểu
    - Franz Ksawery Hà Trọng Mậu
    - Franz Ksawery Nguyễn Cần
    - Johann Baptist Đinh Văn Thanh
    - Josef Hoàng Lương Cảnh
    - Josef Nguyễn Đình Uyển
    - Paul Nguyễn Văn Mỹ
    - Peter Nguyễn Khắc Tự
    - Peter Nguyễn Văn Hiếu
    - Peter Trương Văn Đường
    - Peter Vũ Văn Truật
    - Thomas Toán
    - Andreas Trần Văn Trông
    - Anton Nguyễn Đích
    - Anton Nguyễn Hữu Quỳnh
    - Augustin Nguyễn Văn Mới
    - Augustin Phan Viết Huy
    - Dominik Đinh Đạt
    - Johann Baptist Cỏn
    - Martin Thọ
    - Matthias Lê Văn Gẫm
    - Michael Nguyễn Huy Mỹ
    - Nikolaus Bùi Đức Thể
    - Paul Tống Viết Bường
    - Stefan Nguyễn Văn Vinh
    - Simon Phan Đắc Hoà
    - Thomas Nguyễn Văn Đệ
    - Thomas Trần Văn Thiện
    - Józef María Díaz Sanjurjo
    - Melchor García Sampedro
    - Dominik Cẩm
    - Thomas Khuông
    - Dominik Hà Trọng Mậu
    - Josef Tuân
    - Andreas Tường
    - Peter Đa
    - Peter Đinh Văn Dũng
    - Dominik Huyện
    - Dominik Nguyên
    - Dominik Nguyễn Đức Mạo
    - Dominik Nhi
    - Dominik Ninh
    - Dominik Phạm Trọng Khảm
    - Dominik Toại
    - Josef Phạm Trọng Tả
    - Josef Trần Văn Tuấn
    - Josef Túc
    - Lukas Phạm Trọng Thìn
    - Paul Vũ Văn Dương
    - Peter Đinh Văn Thuần
    - Lorenz Ngôn
    - Vincent Dương
    - Vincent Tường
    - Théophane Vénard
    - Étienne-Théodore Cuenot
    - Pierre François Néron
    - Johannes Đoàn Trinh Hoan
    - Paul Lê Bảo Tịnh
    - Paul Lê Văn Lộc
    - Peter Đoàn Công Quý
    - Peter Khan
    - Peter Nguyễn Văn Lựu
    - Lorenz Nguyễn Văn Hưởng
    - Andreas Nguyễn Kim Thông
    - Josef Nguyễn Văn Lựu
    - Peter Ðoàn Văn Vân
    - Agnes Lê Thị Thành
    - Emanuel Lê Văn Phụng
    - Franz Trần Văn Trung
    - Josef Lê Đăng Thị
    - Matthias Nguyễn Văn Ðắc
    - Michael Hồ Đình Hy
    - Paul Hạnh
    - Pedro José Almató y Ribera Auras
    - Valentín Faustino de Berrio-Ochoa y Aristi
    - Jacinto Castañeda
    - Mateo Alonso de Leciniana
    - Vincent Phạm Hiếu Liêm
    - Josef Nguyễn Duy Khang

- 3. Juli 1988
  - Simón de Rojas
  - Philippine Rose Duchesne

- 2. Oktober 1988
  - Magdalena Gabriela von Canossa

- 11. Dezember 1988
  - Rosa Molas y Vallvé

## 1989
- 9. April 1989
  - Clelia Barbieri
- 1. November 1989
  - Gaspar Bertoni
  - Richard Pampuri

- 12. November 1989
  - Agnes von Böhmen
  - Albert Chmielowski

- 10. Dezember 1989
  - Mutien-Marie Wiaux

## 1990
- 9. Dezember 1990
  - Maria Margareta d’Youville

## 1991
- 17. November 1991
  - Raphael Kalinowski

## 1992
- 31. Mai 1992
  - Claude de la Colombière

- 11. Oktober 1992
  - Ezequiel Moreno y Díaz

## 1993
- 21. März 1993
  - Maria vom heiligen Ignatius
  - Teresa von Jesus

- 16. Juni 1993
  - Enrique de Ossó y Cervelló

- 8. September 1993
  - Meinhard von Segeberg

## 1995
- 21. Mai 1995
  - Johannes Sarkander
  - Zdislava

- 2. Juli 1995
  - Märtyrer von Kosice (1619):
    - Marko von Križevci
    - Stefan Pongracz
    - Melichar Grodziecki

- 3. Dezember 1995
  - Eugene de Mazenod

## 1996
- 2. Juni 1996
  - Johannes Gabriel Perboyre
  - Ägidius Maria vom Heiligen Joseph
  - Johannes Grande

## 1997
- 8. Juni 1997
  - Hedwig von Anjou

- 10. Juni 1997
  - Johannes von Dukla

## 1998
- 11. Oktober 1998
  - Edith Stein

## 1999
- 18. April 1999
  - Marcellin Champagnat
  - Giovanni Calabria
  - Augustina Pietrantoni

- 16. Juni 1999
  - Kinga von Polen

- 21. November 1999
  - Märtyrer von Spanien
    - Cyrill Bertrán
    - Filomeno López López
    - Vilfrido Fernández Zapico
    - Claudio Bernabé Cano
    - Vicente Alonso Andrés
    - Román Martínez Fernández
    - Héctor Valdivielso Sáez
    - Manuel Seco Gutiérrez
    - Manuel Barbal Cosán
    - Inocencio de la Inmaculada

  - Benedetto Menni
  - Thomas von Cori

## 2000
- 30. April 2000
  - Maria Faustyna Kowalska

- 21. Mai 2000
  - Märtyrer der Revolution in Mexiko:
    - Cristóbal Magallanes Jara
    - Román Adame Rosales
    - Rodrigo Aguilar Aleman
    - Julio Álvarez Mendoza
    - Luis Batis Sáinz
    - Agustín Cortés Caloca
    - Mateo Correa Megallanes
    - Atilano Cruz Alvarado
    - Miguel de la Mora de la Mora
    - Pedro Esqueda Ramírez
    - Margarito Flores García
    - José Isabel Flores Varela
    - David Galván Bermudes
    - Salvador Lara Puente
    - Petrus Maldonado
    - Jesús Méndez Montoya
    - Manuel Morales
    - Justino Orona Madrigal
    - Sabas Reyes Salazar
    - José María Robles Hurtado
    - David Roldán Lara
    - Toribio Romo González
    - Jenaro Sánchez Delgadillo
    - Tranquilino Ubiarco Robles
    - David Uribe Velasco

  - Joseph Maria de Yermo y Parres
  - Maria vom Sakrament Jesu

- 1. Oktober 2000
  - Augustinus Zhao Rong und 119 weitere Märtyrer aus China
  - Maria Josepha vom Herzen Jesu Sancho de Guerra
  - Katherine Maria Drexel
  - Josephine Bakhita

## 2001
- 10. Juni 2001
  - Aloisius Scrosoppi
  - Agostino Roscelli
  - Bernardo da Corleone
  - Teresa Eustochio Verzeri
  - Rebekka Ar Rayès

- 25. November 2001
  - Giuseppe Marello
  - Paula Montal Fornés de San José de Calasanz
  - Leonie Aviat
  - Maria Crescentia Höss

## 2002
- 19. Mai 2002
  - Alfonso von Orozco
  - Ignatius von Santhià
  - Humilis Pirozzo
  - Paulina vom Herzen Jesu im Todeskampf
  - Benedetta Cambiagio Frassinello

- 16. Juni 2002
  - Pio von Pietrelcina (Pater Pio)

- 30. Juli 2002
  - Peter von Betancurt

- 31. Juli 2002
  - Juan Diego

- 6. Oktober 2002
  - Josemaría Escrivá de Balaguer y Albás

## 2003
- 4. Mai 2003
  - Pedro Poveda Castroverde
  - José María Rubio y Peralta
  - Genoveva Torres Morales
  - Ángela de la Cruz
  - Maria von den Wundern Jesu

- 18. Mai 2003
  - Józef Sebastian Pelczar
  - Maria Ursula Ledóchowska
  - Maria de Mattias
  - Virginia Centurione Bracelli

- 5. Oktober 2003
  - Daniele Comboni
  - Arnold Janssen
  - Josef Freinademetz

## 2004
- 16. Mai 2004
  - Luigi Orione
  - Annibale Maria Di Francia
  - Josep Manyanet i Vives
  - Nimatullah al-Hardini
  - Paula Elisabeth Cerioli
  - Gianna Beretta Molla